# Социология на правото
Социологията на правото, често описвана като поддисциплина на социологията, е интердисциплинарен подход в рамките на правните изследвания , който изучава функционирането и взаимодействието на правните институти с другите социални институции, както и генезиса, динамиката и структурата на правните норми и тяхната социална обусловеност и роля в обществото.
Социологията на правото е тясно свързана с криминологията, социалното инженерство и юридическата антропология.

## История на социологията на правото
Понятието с концепцията за „социологията на правото“ е разработена за първи път от Дионисио Анцилоти през 1892 г., а през 1913 г. излиза труда „Основи на социологията на правото“ на австриеца Ойген Ерлих. Бъдещето си развитие социологията на правото получава вследствие от разработките на Макс Вебер, Емил Дюркем и Леон Дюги. В частност, Макс Вебер и Емил Дюркем изследват въздействието на законите върху обществените отношения.
Френският юрист Леон Дюги разглежда правото, като един от аспектите на социалната солидарност.
След Втората световна война са проведени голям брой емпирични изследвания на правото. В допълнение към концепцията за социологията на правото, правният институт се превръща във важна част от социологическите теории на Толкот Парсънс и Никлас Луман.
В края на ХХ век, благодарение на разработките на Юрген Хабермас и Мишел Фуко, социологията на правото започва тясно да си взаимодейства със социалната философия.

## Предмет на социологията на правото
Предметът на социологията на правото и предмета на философията на правото често са в контакт, но подходите им към изучаването на разните правоотношения са много различни. Правната наука се интересува предимно от правната регулация и регламентация на обществените отношения, а интересът на социологията е насочен към социалните функции на тези отношения.
Правото, когато една от социалните норми, изпълнява важна обществена роля, чрез въвеждането на правните норми в общественото съзнание, като тяхното спазване е гарантирано с принудителната сила на държавната власт. Като един от факторите социално обуславящ правото е нормотворчеството. Законодателната дейност е силно засегната и/или повлияна от икономически, политически, национални, социалнопсихологически и социокултурни фактори. Тези фактори, лобирайки и конкурирайки се, формират и правната система на страната.
В допълнение към изследванията на законодателния процес, социологията на правото изучава социалните аспекти от прилагането на закона и по-специално извършва проучвания за резултатите от прилагането на закона в практиката с цел да се определи неговата ефективност в частност, и социалната функция на правото като цяло.